# Peder Dinesen Fur
Peder Dinesen Fur (født 1958) er en dansk førtidspensionist, der er dømt for drabet på den 6-årige Joachim Gisle Larsson.
Drengen blev lørdag den 8. november 1986 lidt efter kl. 8 om morgenen kidnappet på vej til bageren, og senere fundet død i en skov ved Fladbro nær Randers, dræbt af 22 knivstik.
I 1989 blev Dinesen Fur anholdt for sexovergreb på to piger på 7 og 10 år, og under afhøringerne tilstod han drabet på den 6-årige Joachim tre år tidligere.
Et nævningeting i Vestre Landsret idømte 25. september 1990 Dinesen Fur fængsel på livstid for mordet på Joachim. Han ankede straffens længde til Højesteret, som imidlertid stadfæstede dommen d. 7. januar 1991.